# Blažovce
Blažovce (in ungherese Turócbalázsfalva) è un comune della Slovacchia facente parte del distretto di Turčianske Teplice, nella regione di Žilina.